# Vilopriu (kommunhuvudort)
Vilopriu är en kommunhuvudort i Spanien.   Den ligger i provinsen Província de Girona och regionen Katalonien, i den östra delen av landet, 600 km öster om huvudstaden Madrid. Vilopriu ligger 103 meter över havet och antalet invånare är 183.
Terrängen runt Vilopriu är huvudsakligen platt. Vilopriu ligger uppe på en höjd. Runt Vilopriu är det ganska glesbefolkat, med 50 invånare per kvadratkilometer. Närmaste större samhälle är Girona, 19,4 km sydväst om Vilopriu. Trakten runt Vilopriu består till största delen av jordbruksmark.